# Kreacikî, Vasîlkiv
Kreacikî (în ucraineană Крячки) este un sat în comuna Putrivka din raionul Vasîlkiv, regiunea Kiev, Ucraina.

## Demografie
Componența lingvistică a localității Kreacikî
     Ucraineană (93,33%)
     Rusă (6,67%)
Conform recensământului din 2001, majoritatea populației localității Kreacikî era vorbitoare de ucraineană (93,33%), existând în minoritate și vorbitori de rusă (6,67%).